# Brazilia la Jocurile Olimpice de vară din 2016
Brazilia a participat ca țaza-gazdă la Jocurile Olimpice de vară din 2016 de la Rio de Janeiro în perioada 5 – 21 august 2016, cu o delegație de 465 de sportivi care a concurat la 29 de sporturi. Cu un total de 19 de medalii, inclusiv șapte de aur, s-a aflat pe locul 7 în clasamentul pe medalii, cea mai mare performanță din istoria sa.

## Participanți
Delegația braziliană cuprinde 465 de sportivi. Rezervele la fotbal, handbal, hochei pe iarbă și scrimă nu sunt incluse.
| Sport            | Masculin | Feminin | Total |
| ---------------- | -------- | ------- | ----- |
| Atletism         | 36       | 31      | 67    |
| Badminton        | 1        | 1       | 2     |
| Baschet          | 12       | 12      | 24    |
| Box              | 7        | 2       | 9     |
| Caiac canoe      | 11       | 2       | 13    |
| Canotaj          | 2        | 2       | 4     |
| Ciclism          | 6        | 4       | 10    |
| Echitație        | 10       | 2       | 12    |
| Fotbal           | 18       | 18      | 36    |
| Gimnastică       | 6        | 11      | 17    |
| Golf             | 1        | 2       | 3     |
| Haltere          | 3        | 2       | 5     |
| Handbal          | 14       | 14      | 28    |
| Hochei pe iarbă  | 16       | 0       | 16    |
| Înot sincron     | —        | 9       | 9     |
| Judo             | 7        | 7       | 14    |
| Lupte            | 1        | 4       | 5     |
| Natație          | 23       | 13      | 36    |
| Navigație        | 8        | 7       | 15    |
| Pentatlon modern | 1        | 1       | 2     |
| Polo pe apă      | 13       | 13      | 26    |
| Rugby în VII     | 12       | 12      | 24    |
| Sărituri în apă  | 5        | 4       | 9     |
| Scrimă           | 7        | 6       | 13    |
| Taekwondo        | 2        | 2       | 4     |
| Tenis            | 5        | 2       | 7     |
| Tenis de masă    | 3        | 3       | 6     |
| Tir              | 6        | 3       | 9     |
| Tir cu arcul     | 3        | 3       | 6     |
| Triatlon         | 1        | 1       | 2     |
| Volei            | 16       | 16      | 32    |
| Total            | 256      | 209     | 465   |

## Medalii

### Medaliați
| Medalie | Nume | Sport       | Probă                            | Dată      |
| ------- | --- | ----------- | -------------------------------- | --------- |
| Aur     | Rafaela Silva | Judo        | 57 kg feminin                    | 8 august  |
| Aur     | Thiago Braz da Silva | Atletism    | Săritura cu prăjina masculin     | 15 august |
| Aur     | Robson Conceição | Box         | Semiușor (60 kg)                 | 16 august |
| Aur     | Martine Grael Kahena Kunze | Navigație   | 49erFX                           | 18 august |
| Aur     | Alison Cerutti Bruno Schmidt | Volei       | Masculin, plajă                  | 18 august |
| Aur     | Echipa națională masculină (sub 23 de ani) Weverton Zeca Rodrigo Caio Marquinhos Renato Augusto Douglas Santos Luan Rafinha Gabriel Neymar Gabriel Jesus Walace William Luan Garcia Rodrigo Dourado Thiago Maia Felipe Anderson Uilson | Fotbal      | Masculin                         | 20 august |
| Aur     | Echipa | Volei       | Masculin, sală                   | 21 august |
| Argint  | Felipe Almeida Wu | Tir         | Pistol cu aer comprimat 10 metri | 6 august  |
| Argint  | Diego Hypólito | Gimnastică  | Sol masculin                     | 14 august |
| Argint  | Arthur Zanetti | Gimnastică  | Inele masculin                   | 15 august |
| Argint  | Isaquias Queiroz | Caiac canoe | C-1 1000 metri masculin          | 16 august |
| Argint  | Ágatha Bednarczuk Bárbara Seixas | Volei       | Feminin, plajă                   | 17 august |
| Argint  | Isaquias Queiroz Erlon Silva | Caiac canoe | C-2 1000 metri masculin          | 20 august |
| Bronz   | Mayra Aguiar | Judo        | 78 kg feminin                    | 11 august |
| Bronz   | Rafael Silva | Judo        | +100 kg masculin                 | 12 august |
| Bronz   | Arthur Mariano | Gimnastică  | Sol masculin                     | 14 august |
| Bronz   | Poliana Okimoto | Natație     | 10 km maraton                    | 15 august |
| Bronz   | Isaquias Queiroz | Caiac canoe | C-1 200 metri                    | 18 august |
| Bronz   | Maicon Siqueira | Taekwondo   | +80 kg masculin                  | 20 august |

### Medalii după sport
| Sport       | Aur | Argint | Bronz | Total |
| Volei       | 2   | 1      | 0     | 3     |
| Judo        | 1   | 0      | 2     | 3     |
| Atletism    | 1   | 0      | 0     | 1     |
| Box         | 1   | 0      | 0     | 1     |
| Fotbal      | 1   | 0      | 0     | 1     |
| Navigație   | 1   | 0      | 0     | 1     |
| Caiac canoe | 0   | 2      | 1     | 3     |
| Gimnastică  | 0   | 2      | 1     | 3     |
| Tir         | 0   | 1      | 0     | 1     |
| Natație     | 0   | 0      | 1     | 1     |
| Taekwondo   | 0   | 0      | 1     | 1     |
| Total       | 7   | 6      | 6     | 19    |

## Natație
| Sportiv                                                          | Probă         | Calificări | Calificări | Semifinale   | Semifinale   | Finală        | Finală        |
| Sportiv                                                          | Probă         | Timp       | Loc        | Timp         | Loc          | Timp          | Loc           |
| ---------------------------------------------------------------- | ------------- | ---------- | ---------- | ------------ | ------------ | ------------- | ------------- |
| Daynara de Paula                                                 | 100 m fluture | 57,92      | 14 C       | 58,65        | 16           | Nu a avansat  | Nu a avansat  |
| Danielle Villars                                                 | 100 m fluture | 58,15      | 15 C       | 58,52        | 14           | Nu a avansat  | Nu a avansat  |
| Joanna Maranhão                                                  | 400 m mixt    | 4:38,88    | 15         | N/A          | N/A          | Nu a avansat  | Nu a avansat  |
| Larissa Oliveira Etiene Medeiros Daynara De Paulo Manuella Lyrio | 4×100 m liber | 3:39,40    | 11         | N/A          | N/A          | Nu au avansat | Nu au avansat |
| Etiene Medeiros                                                  | 100 m spate   | 1:01,70    | 25         | Nu a avansat | Nu a avansat | Nu a avansat  | Nu a avansat  |

| Sportiv          | Probă            | Calificări | Calificări | Semifinale | Semifinale | Finală       | Finală       |
| Sportiv          | Probă            | Timp       | Loc        | Timp       | Loc        | Timp         | Loc          |
| ---------------- | ---------------- | ---------- | ---------- | ---------- | ---------- | ------------ | ------------ |
| Brandonn Almeida | 400 m mixt       | 4:17,25    | 15         | N/A        | N/A        | Nu a avansat | Nu a avansat |
| Luiz Altamir     | 400 m stil liber | 3:50.82    | 32         | N/A        | N/A        | Nu a avansat | Nu a avansat |
| Felipe França    | 100 m bras       | 59,01      | 3 C        | 59,35      | 6 C        | 59,38        | 7            |
| João Gomes       | 100 m bras       | 59,46      | 8 C        | 59,40      | 7 C        | 59,31        | 5            |